# Antoni I Acciaiuoli
Antoni I Acciaiuoli fou fill natural de Neri I Acciaiuoli amb Maria Rendi (filla del notari Demetri Rendi d'Atenes). El seu pare li va deixar Tebes i Livàdia per testament datat el 17 de setembre de 1394. El ducat d'Atenes el va deixar a l'església de la Maria Verge del Partenó, i després d'uns mesos en què fou governada per la germana Francesca Acciaiuoli en nom seu, fou ocupada pels venecians. El 1402 Antoni I va ocupar Atenes però el 31 de març de 1405 en va reconèixer la sobirania veneciana i llavors la república li va reconèixer la possessió. El 1406 va ocupar Estària (Staria) i el 1423 va ocupar Corint. El 1430 va rebre per herència Mègara i Sició de son germana Francesca.
Va morir d'un atac de feridura a Atenes a començaments del 1435. Estava casat amb Maria Melissena, amb qui no va tenir fills.